# Virtual Action Learning
Virtual Action Learning of VAL is een opleidingsconcept dat als doel heeft aan te sluiten bij de persoonlijke leeromgeving van mensen die leven in een wereld met veel technologie en sociale media. Een wereld waarin informatie interactief en beeldend verwerkt wordt binnen snel veranderde situaties en binnen processen waar individuele verantwoordelijkheden steeds belangrijker worden. In VAL gaat het om een manier van leren die anders is dan gebruikelijk. VAL betreft namelijk een manier van leren die gebaseerd is op het sociaal constructivisme. Hierbij geeft een lerende zelf betekenis aan wat hij ervaart en daarbij vervult het contact met anderen (samen leren) een centrale rol.  Voor het contact met anderen wordt gebruik gemaakt van ICT, via een elektronische leeromgeving die hiervoor speciaal ontwikkeld is.

## Achtergrond
Action Learning (dus zonder de virtuele middelen) heeft een bedrijfskundige invalshoek en gaat over de manier waarop de opleiding het leren faciliteert in haar processen. Deze procesbenadering is ontstaan vanuit theorieën binnen bedrijfsomgevingen en bedacht door Professor Reginald Revans in 1940 in Groot-Brittannië. Tijdens zijn werk in de mijnindustrie moedigde hij managers aan elkaar te ontmoeten in kleine groepen, hun ervaringen te delen en elkaar vragen te stellen over wat ze meemaakten. Het bleek dat deze aanpak de productiviteit met meer dan 30% liet toenemen. Hij verwoordde dit effect later in zijn formule L = P + Q, waar L staat voor leren, P voor (ge)programmeerde kennis met simulaties en Q (questioning) voor vragen om inzicht te krijgen in wat mensen horen, zien of voelen.

## VAL breder gedefinieerd
In het VAL-concept wordt onderscheid gemaakt tussen drie primaire processen: het leerproces met leeractiviteiten waarvoor de student verantwoordelijk is, het onderwijsproces en het beoordelingsproces met activiteiten waarvoor de docent verantwoordelijk is. Het beoordelingsproces sluit aan op het onderwijsproces, maar is bovenal afgestemd op het leerproces van een individuele student.

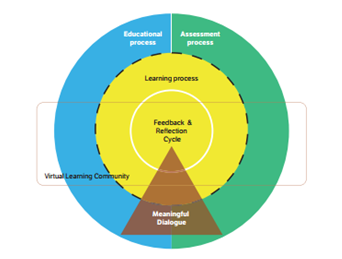
VAL-opleidingsconcept

Door de activiteiten in deze drie primaire processen met een feedback- en reflectiecyclus onderling te verbinden, is het mogelijk om de competenties en de inhoud van de opleiding goed met elkaar te verbinden. Daarvoor is tijdens de opleiding een voortdurende betekenisvolle dialoog nodig: constructieve feedback en interactie tussen studenten onderling en tussen de studenten en hun docenten. Dat gebeurt deels in de elektronische leeromgeving en deels tijdens bijeenkomsten op school waarvoor nieuwe (virtuele) werkvormen zijn ontworpen en waarbij het accent ligt op de kracht van peer feedback die studenten op elkaars leerproducten in de elektronische leeromgeving geven.
In het proefschrift proefschrift ‘The Power of Peerfeedback: Research on the Learning Process within Virtual Action Learning ’ verankert Baeten het VAL opleidingsconcept en toont aan dat VAL een leerprocestheorie is in de traditie van Engeström en Scannino. Zijn onderzoek laat zien dat het geven van peer feedback op leerproducten van medestudenten de sterkste leeractiviteit op het internet is. Tot slot, wordt duidelijk dat naarmate studenten meer leren via internet het noodzakelijk is dat er tijdens de bijeenkomsten op school een betekenisvolle dialoog plaatsvindt tussen hen en hun docent.

## Voor- en tegenstanders
Voorstanders van VAL claimen dat het leidt tot minder studievertraging en minder studie-uitval, een hogere opleidingskwaliteit, meer werkplezier en werkresultaat voor docenten, meer motivatie, flexibiliteit en studietijd bij studenten. Critici vinden het een competitieve manier van leren die vooral is afgestemd op de sterkere student en docent.

## Ontwikkeling
De laatste vijf jaar heeft Baeten vanuit zijn onderneming het VAL-concept samen met bedrijven en instellingen verder ontwikkeld met de werksituatie als vertrekpunt. Daarvoor heeft hij het leerproces verrijkt met beeldend leren en beeldend trainen, waardoor er een geheel nieuwe leertechnologie is ontstaan. 
VAL vormt de basis voor het Werkplekleren met Leertechnologie, want wat VAL voor het formele leren betekent, betekent werkplekleren dit voor het informeel leren. VAL start bij het leerproces van studenten, terwijl Werkplekleren met Leertechnologie de werksituatie als vertrekpunt neemt. Bij beiden vormt de feedback- en reflectiecyclus de kern en wordt het belang van peer feedback benadrukt.
Deze doorontwikkeling van VAL naar Werkplekleren met Leertechnologie verspreidt zich snel over werkend Nederland.